# Berre-l'Étang
Berre-l'Étang este o comună franceză situată în departamentul Bouches-du-Rhône, în regiunea Provence-Alpes-Côte d'Azur.

## Geografie

### Localizare
Berre-l'Étang este situat pe o câmpie aluvială formată de gura de vărsare a râului Arc. Orașul este situat pe malul lagunei Berre, pe fața estică a unei peninsule care separă mica lagună Vaïne de laguna principală. Întregul mal drept al Arcului este agricol, în timp ce malul stâng este în mare parte ocupat de instalațiile petrochimice care înconjoară orașul. Cu excepția unui lanț de dealuri care se întinde de la turnul Bruni la dealul Barjaquets (altitudine 145 metri) la est, aproape tot teritoriul comunal se află la mai puțin de 40 de metri altitudine, iar mai mult de jumătate la mai puțin de 20 de metri.
Clima, de tip mediteranean, este destul de blândă, dar mistralul este adesea prezent și înghețurile posibile iarna. Solurile, odinioară pietroase, au fost ameliorate și drenate prin canale, iar Berre-l'Étang a devenit una dintre zonele agricole fertile, irigate, din Midi-ul francez, în special în anii 1970 până în anii 2000, devenind primul teritoriu francez de producție de fructe și legume în seră.

### Comune limitrofe
| Lançon-Provence Saint-Chamas | Lançon-Provence | La Fare-les-Oliviers Velaux |
| Laguna Berre                 |                 | Rognac                      |
| Laguna Berre                 | Laguna Berre    | Laguna Berre                |

### Climă
În 2010, clima comunei a fost clasificată ca tipic mediteraneană, conform unui studiu realizat de CNRS, bazat pe o serie de date care acoperă perioada 1971-2000. În 2020, Météo-France a publicat o tipologie a climei din Franța metropolitană, conform căreia comuna se află într-o zonă cu climat mediteranean, în regiunea climatică Provence, Languedoc-Roussillon. Aceasta este caracterizată de precipitații reduse vara, o foarte bună expunere la soare (2.600 ore/an), veri calde (21,5 °C), un aer foarte uscat vara și sec în toate anotimpurile, vânturi puternice (cu o frecvență de 40-50 % a vânturilor > 5 m/s) și puține cețuri.
Pentru perioada 1971-2000, temperatura medie anuală este de 14,6 °C, cu o amplitudine termică anuală de 16,8 °C. Cantitatea medie anuală de precipitații este de 565 mm, cu 5,7 zile de precipitații în ianuarie și 1,6 zile în iulie. Pentru perioada 1991-2020, temperatura medie anuală observată la stația meteorologică situată în comuna Marignane la 8 km distanță în linie dreaptă, este de 15,9 °C, iar cantitatea medie anuală de precipitații este de 532,3 mm.
Pentru viitor, parametrii climatici estimati pentru comună pentru anul 2050, conform diferitelor scenarii de emisii de gaze cu efect de seră, pot fi consultati pe un site dedicat publicat de Météo-France în noiembrie 2022.

## Urbanism

### Tipologie
La 1 ianuarie 2024, Berre-l'Étang este clasificat ca centru urban intermediar, conform noii grile comunale de densitate cu 7 niveluri definită de INSEE (Institutul Național de Statistică și Studii Economice) în 2022. Ea face parte din unitatea urbană Marsilia-Aix-en-Provence, o aglomerație interdepartamentală, în cadrul căreia este o comună de periferie. De asemenea, comuna aparține de zona metropolitană a Marsiliei - Aix-en-Provence, din care face parte ca o comună din coroană. Această arie, care include 115 comune, este clasificată în categoria ariilor cu 700.000 de locuitori sau mai mulți (cu excepția Parisului).
Comuna, mărginită de Marea Mediterană, este, de asemenea, o comună litorală în sensul legii din 3 ianuarie 1986, cunoscută sub numele de legea litoralului. Dispoziții urbanistice specifice se aplică aici pentru a proteja spațiile naturale, siturile, peisajele și echilibrul ecologic al litoralului, cum ar fi, de exemplu, principiul interdicției de construire în afara zonelor urbanizate pe fâșia litorală de 100 de metri sau mai mult, dacă planul local de urbanism prevede acest lucru.

### Utilizarea terenurilor
Ocuparea solului comunei, așa cum reiese din baza de date europeană privind acoperirea biofizică a solului Corine Land Cover (CLC), este marcată de importanța zonelor agricole (56,7% în 2018), în scădere față de 1990 (58%). Distribuția detaliată în 2018 este următoarea: culturi permanente (31,1%), zone industriale sau comerciale și rețele de comunicații (15,3%), terenuri arabile (13,1%), zone umede de coastă (9,7%), zone agricole heterogene (8,6%), zone urbanizate (6,7%), zone umede interioare (5,7%), pajiști (3,9%), medii cu vegetație arbustivă și/sau ierboasă (3,3%), spații verzi artificiale, neagricole (1,3%), ape maritime (0,8%), păduri (0,6%). Evoluția ocupării terenurilor în comună și a infrastructurilor sale poate fi observată pe diferitele reprezentări cartografice ale teritoriului: harta Cassini (secolul XVIII), harta de stat-major (1820-1866) și hărțile sau fotografiile aeriene ale IGN pentru perioada actuală (1950 până în prezent).

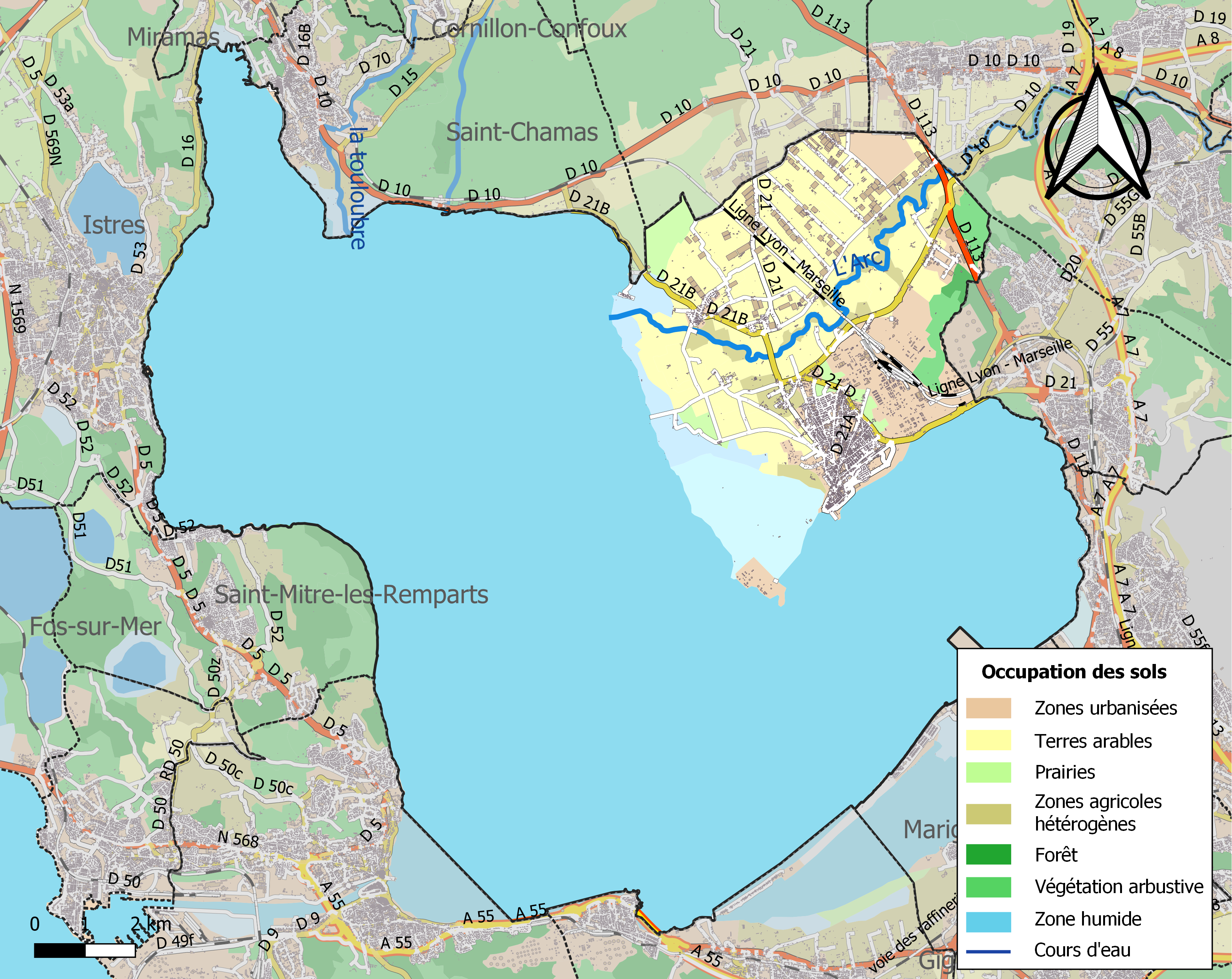
Harta infrastructurii și utilizării terenului a comunei în 2018 (CLC).

### Căi de comunicație și transporturi
- autostrada A7 (nodul rutier Rognac la 7 km), care plasează Marsilia la 35 km, Lyon la 300 km, Montpellier la 150 km;
- autostrada A8 (nodul rutier Coudoux la 14 km), care plasează Aix-en-Provence la 30 km, Nisa la 200 km;
- aeroportul Marseille Provence (la 10 km);
- gara din Berre este deservită doar de câteva trenuri TER Marsilia - Miramas;
- gara Aix-en-Provence TGV, la 20 de kilometri de Berre.

## Populația și societatea

### Date demografice
Evoluția numărului de locuitori este cunoscută prin recensămintele populației efectuate în comuna respectivă începând din 1793. Pentru comunele cu mai puțin de 10 000 de locuitori, un recensământ al întregii populații este realizat la fiecare cinci ani, populațiile legale pentru anii intermediari fiind estimate prin interpolare sau extrapolare. Pentru comuna respectivă, primul recensământ exhaustiv în cadrul noului dispozitiv a fost realizat în 2004.
În 2022, comuna număra 13 941 locuitori, în creștere cu +3,4 % față de 2016 (Bouches-du-Rhône: +2,48 %, Franța fără Mayotte: +2,11 %).
| An        | 1793  | 1821  | 1841  | 1856  | 1876  | 1886  | 1901  | 1921  | 1936  | 1962   | 1982   | 2006   | 2014   | 2022   |
| --------- | ----- | ----- | ----- | ----- | ----- | ----- | ----- | ----- | ----- | ------ | ------ | ------ | ------ | ------ |
| Populație | 1 630 | 1 622 | 1 926 | 1 930 | 2 036 | 1 811 | 1 938 | 2 376 | 5 998 | 10 327 | 12 562 | 13 953 | 13 689 | 13 941 |

## Cultură și patrimoniu

### Locuri și monumente

#### Patrimoniu civil
- Vestigiile epocii romane.
- Turnul Pătrat, vestigiu al zidului de incintă care proteja orașul încă din anul o mie.
- Casa Leilor, fost hotel nobiliar.
- Castelul Bruni, bastidă din secolul al XVI-lea pe situl petrochimic, fostă proprietate a casei de Bruny, baroni de la Tour d'Aygues. Regele Ludovic al XIV-lea a venit să vâneze în pădurile din Bruny, în timpul unei șederi la Aix-en-Provence, în 1660.

Cooperativa Viticolă, construită în 1923 de arhitectul Hourst. Interesantă prin concepția sa simetrică și monumentală, precum și prin decorațiunile sale: lanț de colț și decor din ceramică. Din punct de vedere estetic, această cooperativă reprezintă cea mai desăvârșită realizare a arhitectului Hourst.

#### Patrimoniu religios

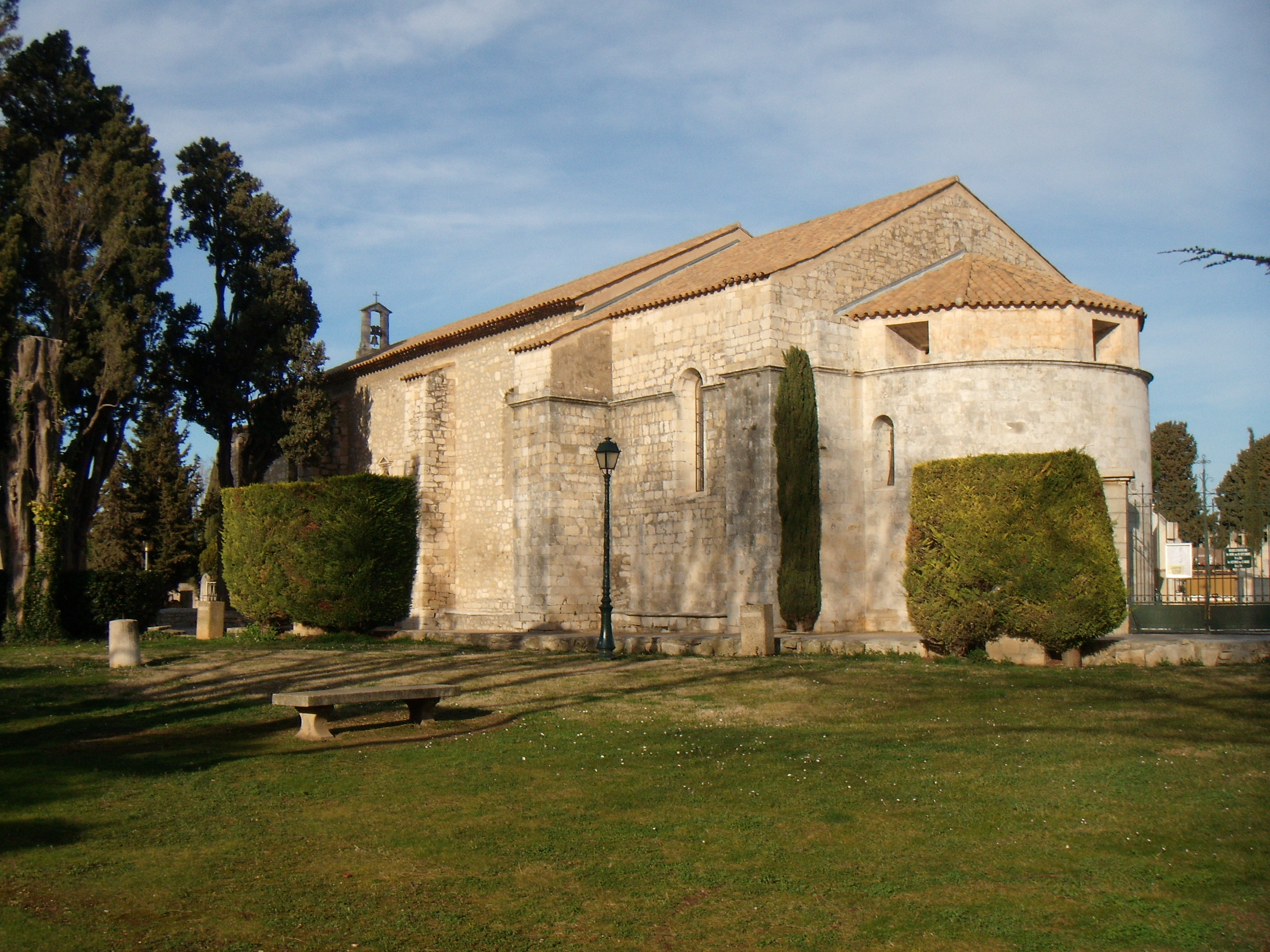
Capela Notre-Dame-de-Caderot.

- Biserica parohială Saint-Césaire, romano-gotică. Clădirea a fost înscrisă ca monument istoric în 1989[32]. Aceasta cuprinde o primă navă în stil roman cu două travee, o cupolă pătrată pe unghiuri rotunjite, o particularitate rară pentru o biserică parohială și o absidă din piatră de Calissanne. Construită în secolul al XI-lea (1041), a fost mărită de mai multe ori până aproape și-a dublat importanța. În timpul extinderilor dintre 1470 și 1520, a fost adăugată o a treia travee în stil gotic târziu, precum și un turn octogonal gotic. Aici se găsesc cristelnițe din piatră sculptată din secolul al XVIII-lea, clasificate ca monumente istorice, precum și un ulei pe pânză „Adorația păstorilor”, atribuit lui Joseph Blaÿ, în jurul anului 1780. Fațada restaurată în secolul al XIX-lea este fără caracter. Clopotnița care domină orașul a fost recent reconstruită.
- Capela Notre-Dame-de-Caderot, construită încă din secolul al III-lea pe fundațiile unui templu păgân, distrusă în timpul războaielor religioase, reconstruită în secolul al XVII-lea, destinație de pelerinaj până la mijlocul secolului al XIX-lea): lungă de 32 de metri, adăpostește un magnific retablu din lemn policrom din secolul al XVI-lea cu statuie a Fecioarei din marmură de Carrara, strane sculptate, precum și un altar și tabernacol sculptate. De asemenea, un ex-voto „Salvare pe mare” atribuit lui Joseph Blaÿ în 1777.
- Necropola Saint-Estève. Campaniile de săpături arheologice din 1999 au permis scoaterea la lumină a unei clădiri religioase cu vocație funerară. O capelă cu o singură navă (secolele VII-X) de suprafață importantă, precum și 137 de sarcofage.
- Mănăstirea dominicanilor din Saint-Maximin construită începând cu 1715, succedând citadelei, din care a păstrat un pan de zid gros.
- Capela Orașului.
- Moscheea Mariélie.
- Moscheea din centrul orașului.
- Biserica reformată din Berre l'Etang / Marignane / Vitrolles.

## Personalități
- Adel Taarabt, fotbalist franco-marocan, a crescut la Berre-l'Étang.
- Jean Mermoz a locuit în baza aeronavală.
- Albert Emon, fost antrenor al OM, s-a născut în comuna Berre-l'Étang pe 24 iunie 1953.
- Armelle Deutsch, actriță, originară din Rognac, a participat la cursul de teatru al lui Akel Akian la Forumul din Berre, apoi s-a alăturat trupei de teatru Astromela.
- Kalash l'Afro, rapper din grupul Berreta, a crescut în Berre-l'Étang.
- Henry Padovani, membru fondator al grupului The Police, a crescut în Berre-l'Étang.